# Tour du Maroc
Tour du Maroc, pol. Dookoła Maroka – wyścig kolarski rozgrywany w Maroku, w ostatnich latach w marcu i kwietniu. Od 2006 należy do cyklu UCI Africa Tour i ma kategorię - 2.2. 
Wyścig odbył się po raz pierwszy w 1937 i organizowany jest co roku (od 2006), początkowo nieregularnie. Rekordzistą pod względem zwycięstw w klasyfikacji generalnej jest kolarz gospodarzy Mohamed El Gourch - trzy triumfy. 

## Zwycięzcy
| Rok                      | Pierwsze                    | Drugie                 | Trzecie               |          |
| ------------------------ | --------------------------- | ---------------------- | --------------------- | -------- |
| 1937                     | Mariano Cañardo             | Antonio Prior Martínez | Nello Troggi          |          |
| 1938                     | Mariano Cañardo             | Louis Aimar            | Achmed Djelalhi       |          |
| 1939                     | Oreste Bernardoni           | François Adam          | Julián Berrendero     |          |
| 1940-1948 nie rozgrywano |                             |                        |                       |          |
| 1949                     | André Brulé                 | Pierre Brambilla       | Albert Dolhats        |          |
| 1950                     | Olimpio Bizzi               | Adolphe Deledda        | Roger Pontet          |          |
| 1951                     | Attilio Redolfi             | Gino Sciardis          | Kléber Piot           |          |
| 1952                     | Franco Giacchero            | Marcel Huber           | Maurice Blomme        |          |
| 1953                     | Hilaire Couvreur            | Ugo Anzile             | Lucien Teisseire      |          |
| 1954                     | Marcel Huber                | Siro Bianchi           | Louis Caput           |          |
| 1955                     | Jan Adriaensens             | François Mahé          | Georges Meunier       |          |
| 1957                     | Francis Anastasi            | Carmelo Morales        | Armand Di Caro        |          |
| 1959                     | André Bar                   | Stéphane Lach          | Mohamed El Gourch     |          |
| 1960                     | Mohamed El Gourch           | Robert Aubry           | Pierre Tymen          |          |
| 1964                     | Mohamed El Gourch           | Jozef Timmerman        | Antonio Tous          |          |
| 1965                     | Mohamed El Gourch           | Abderrahman Farak      | Pierre Campagnaro     |          |
| 1967                     | Gösta Pettersson            | Mohamed El Gourch      | Erik Pettersson       |          |
| 1968                     | Curt Söderlund              | Gabriel Moiceanu       | Mohamed El Gourch     |          |
| 1969                     | Abderrahman Farak           | Walter Bürki           | Mohamed El Gourch     |          |
| 1971                     | Claude Magni                | Zbigniew Górski        | Zdristan Budek        |          |
| 1972                     | Walerij Lichaczow           | Fedor den Hertog       | Anatoly Starkov       |          |
| 1974                     | Andris Jacobson             | Alexandre Yudine       | Alexander Gusjatnikow |          |
| 1976                     | Viktor Panchenkov           | Aavo Pikkuus           | Vikenti Basko         |          |
| 1981                     | Ladislav Ferebauer          | Mustafa Nafarri        | Jiří Škoda            |          |
| 1983                     | Andreas Petermann           | Falk Boden             | Mustafa Nafarri       |          |
| 1985                     | Marat Ganiejew              | Serge Polloni          | Zdzisław Komisaruk    |          |
| 1987                     | Artūras Kasputis            | Wasilij Szpundow       | Ivanas Romanovas      |          |
| 1988-1992 nie rozgrywano |                             |                        |                       |          |
| 1993                     | Régis Simon                 | Yuriy Surkov           | Oleg Pankov           |          |
| 1994-2000 nie rozgrywano |                             |                        |                       |          |
| 2001                     | Nathan Dahlberg             | Fortunato Baliani      | Marcin Lewandowski    |          |
| 2004                     | Jeremy Maartens             | Marcin Sapa            | Ilja Krestianinov     |          |
| 2006                     | Ján Šipeky                  | Alexey Bauer           | Wasilij Chatuncew     |          |
| 2007                     | Nicholas White              | Neil MacDonald         | Waylon Woolcock       |          |
| 2008                     | Aleksiej Szczebielin        | Sławomir Kohut         | Ian McLeod            |          |
| 2009                     | Alexandr Dymovskikh         | Bartłomiej Matysiak    | Joanis Tamuridis      |          |
| 2010                     | Dean Podgornik              | Valery Kobzarenko      | Radoslav Rogina       |          |
| 2011                     | Mouhssine Lahsaini          | Daryl Impey            | Johann Rabie          |          |
| 2012                     | Reinardt Janse van Rensburg | Adil Jelloul           | Iwajło Gabrowski      |          |
| 2013                     | Mathieu Perget              | Maroš Kováč            | Andriej Mizurow       |          |
| 2014                     | Julien Loubet               | Mouhssine Lahsaini     | Alessandro Mazzi      |          |
| 2015                     | Tomasz Marczyński           | Władimir Gusiew        | Anass Aït El Abdia    |          |
| 2016                     | Stefan Schumacher           | Patrik Tybor           | Alessandro Malaguti   |          |
| 2017                     | Anass Aït El Abdia          | Christopher Jones      | Axel Journiaux        |          |
| 2018                     | David Rivière               | Alexey Vermeulen       | Nikodemus Holler      |          |
| 2019                     | Laurent Évrard              | Edmund Bradbury        | Louis Pijourlet       |          |
| 2020                     | odwołany                    | odwołany               | odwołany              | odwołany |
| 2021                     | odwołany                    | odwołany               | odwołany              | odwołany |
| 2023                     | odwołany                    | odwołany               | odwołany              | odwołany |
| 2024                     | Axel Narbonne-Zuccarelli    | Jonathan Couanon       | Natnael Berhane       |          |